# Ten American Painters

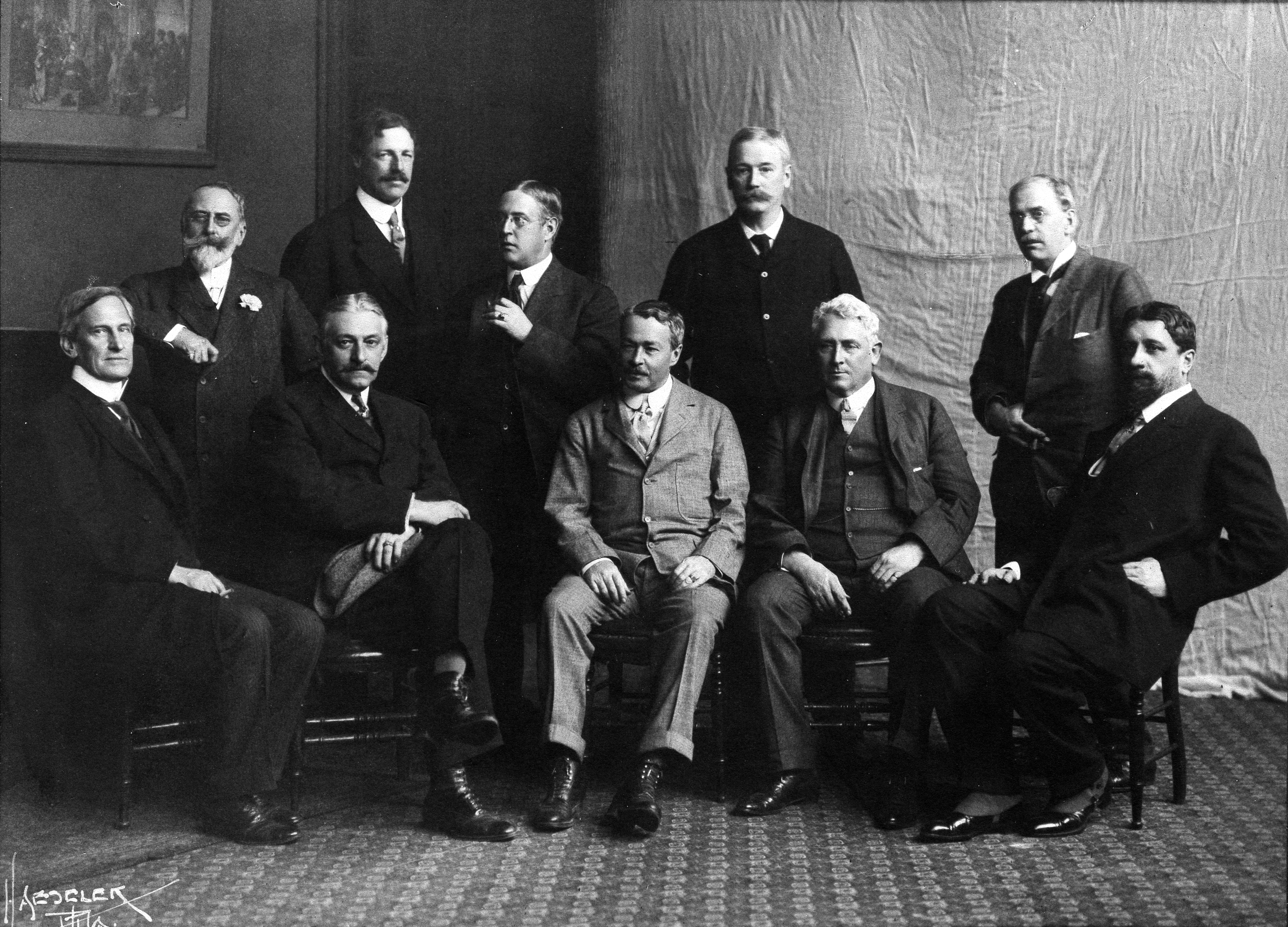
The Ten w 1908. Siedzą, od lewej do prawej: Edward Simmons, Willard Metcalf, Childe Hassam, Julian Alden Weir, Robert Reid. Stoją, od lewej do prawej: William Merritt Chase, Frank Weston Benson, Edmund Tarbell, Thomas Wilmer Dewing, Joseph DeCamp

Ten American Painters (The Ten, The American Ten) – grupa artystyczna malarzy amerykańskich, którzy odłączyli się Society of American Artists i wystawiali razem. Przyczyną rozłamu była komercjalizacja sztuki i konserwatyzm Society. Ugrupowanie działało w Bostonie i Nowym Jorku w latach 1898–1919.
Członkami, założycielami The Ten zostali: Childe Hassam, Julian Alden Weir, John Henry Twachtman, Robert Reid, Willard Metcalf, Frank Weston Benson, Edmund Tarbell, Thomas Wilmer Dewing, Joseph DeCamp i Edward Simmons. Po śmierci Twachmana jego miejsce zajął William Merritt Chase.
Wszyscy artyści zrzeszeni w Ten American Painters studiowali w Europie i tworzyli pod wpływem francuskiego impresjonizmu.